# Camilo Ponce Enríquez (canton)
Ponce Enriquez est un canton d'Équateur situé dans la province d'Azuay.